# ハイブリドーマ
ハイブリドーマ (hybridoma) とは、複数の細胞が融合してできた融合細胞のこと。
特にモノクローナル抗体を産生する、B細胞と骨髄腫がん細胞（ミエローマ）の融合細胞を指すことが多い。
ハイブリドーマは通常の細胞培養からも低い頻度で得られるが、融合剤を用いて強制的に融合させる手法が一般的である。
融合法としては、当初はセンダイウイルスが引き起こす細胞融合が用いられたが、その後はポリエチレングリコール法や電気パルスによる電気融合法に代用された。